# Toma de Capatárida
La toma de Capatárida fue un enfrentamiento militar ocurrido el 12 de octubre de 1931 entre un grupo insurgente compuesto por venezolanos y mexicanos con el ejército venezolano con el objetivo de derrocar al dictador Juan Vicente Gómez.

## Antecedentes
Entre 1876 y 1911 México fue gobernado por Porfirio Díaz. Durante su dictadura el país vio un desarrollo económico y una estabilidad social y política sin precedentes pero las clases más desfavorecidas de la población terminaron guardando un enorme resentimiento que desembocó en la revolución mexicana en 1910. Al mismo tiempo del derrocamiento de Porfirio Díaz en Venezuela se erigió Juan Vicente Gómez como dictador que si bien trajo mucha estabilidad y desarrollo al país eliminó muchísimas libertades y derechos e instaló una dura persecución en la oposición. Su régimen llevó al exilio aproximadamente 100 mil venezolanos la mayoría de ellos se radicaron en Estados Unidos y en México. El hecho de que México tan solo unos pocos años antes había derrocado a un dictador muy similar hacía que los mexicanos sentirán cierta simpatía y solidaridad con la causa venezolana en muchas ocasiones los mexicanos llevaron a cabo manifestaciones contra el dictador Gómez. En 1920 José Vasconcelos el rector de la Universidad Nacional de México declaró:

En Venezuela gobierna todavía el último de los tiranos de la América española, el más monstruoso el más repugnante y el más despreciable de todos los déspotas no debemos callar el hecho de que Juan Vicente Gómez es un cerdo humano que deshonra a nuestra raza y deshonra a la humanidad.

Esta ferviente oposición mexicana era bien conocida por el gobierno venezolano y ese mismo año en la junta directiva de la Unión Panamericana en Washington D. C. ante la posibilidad de nombrar a la Ciudad de México como próxima sede para la reunión de la comisión panamericana el embajador venezolano Pedro Manuel Arcaya dijo:

El próximo congreso no debe reunirse en la capital mexicana porque ella es un refugio de criminales, México carece de personalidad porque es un país de bandidos y de libertinos

Como respuesta inmediata el presidente mexicano Álvaro Obregón rompió relaciones diplomáticas con Venezuela y clausuró el consulado mexicano en caracas.los diarios mexicanos comenzaron a atacar a Juan Vicente Gómez y se organizaron más manifestaciones en contra del dictador

## Enfrentamiento

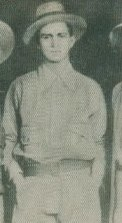
Rafael Simón Urbina.

Uno de los exiliados venezolanos en México era Rafael Simón Urbina, un guerrillero que previamente había luchado contra Gómez en 1919. Las autoridades mexicanas comenzaron a financiar a Urbina con el fin de que consiguiera armamento y organizara una expedición conjunta de venezolanos exiliados con voluntarios mexicanos. En 1930, exiliado en México, Urbina estableció relaciones con personalidades como el general Saturnino Cedillo, el general Pérez Treviño y el general Arturo Bernal, quienes ofrecieron apoyar sus planes para una nueva invasión de Venezuela.
A principios de octubre de 1931 salió del puerto de Veracruz un barco a vapor mexicano llamado Superior que fue abordado por 137 voluntarios mexicanos y 8 venezolanos entre ellos Rafael Simón Urbina. el 12 de octubre llegan a la costa venezolanas y desembarcan en el estado Falcón, específicamente en Puerto Gutiérrez. Aquí tomaron el poblado de Capatárida y posteriormente marcharon hacia la ciudad de Coro pero en este momento fueron interceptados por el general León Jurado con quienes entraron en combate. El grupo guerrillero no pudo competir contra el numeroso ejército venezolano leal al dictador Gómez y rápidamente fueron derrotados. Urbina junto con la mayoría de los rebeldes logró huir hacia Colombia.

## Consecuencias
La fracasada invasión comenzó a ser hablada por la prensa venezolana y mexicana, las autoridades mexicanas negaron hasta último momento su complicidad con esta invasión y ambos países mantuvieron sus relaciones suspendidas hasta dos años después de la invasión cuando en 1933 el presidente mexicano Lázaro Cárdenas en celebración del aniversario del natalicio de Simón Bolívar reanudó las relaciones. Sin embargo, los mexicanos nunca dejaron de sentir antipatía por el dictador Gómez, quien gobernó hasta su muerte en 1935.